# Abbaye de Marienberg
L'abbaye de Marienberg (en italien : abbazia di Monte Maria) est une abbaye bénédictine appartenant à la congrégation bénédictine de Suisse depuis 1931. Elle se situe dans le Tyrol du Sud (ou Haut-Adige) en Italie, dans le Val Venosta (ou Vinschgau).

## Histoire
L'abbaye fut fondée en 1150 par des moines bénédictins de l'abbaye de Scuol, fondée auparavant par Ulrich de Tarasp (évêque de Coire), et de l'abbaye d'Ottobeuren invités par Ulrich III de Tarasp (petit-neveu du précédent) sur le lieu d'une antique chapelle dédiée à la Vierge, dans un domaine appartenant à la famille Tarasp. Albert de Ronsberg en fut le premier abbé, sous le pontificat d'Eugène III.
De magnifiques fresques romanes furent commandées pour la crypte au XIIe siècle. Elles sont encore visibles aujourd'hui.
L'abbaye connut des moments difficiles sous l'abbé Conrad III (1271-1298), lorsqu'elle fut ravagée par des conflits entre seigneurs féodaux et au XIVe siècle lors de la peste noire qui décima la communauté. Seuls quatre moines survécurent, dont l'abbé et le chroniqueur Gossuin, qui devint prieur, puis chapelain à la Cour de Léopold III de Habsbourg.
L'abbaye fut détruite par un incendie en 1418 et reconstruite, mais elle souffrit pendant la guerre de Souabe et une partie de ses archives fut détruite pendant les révoltes paysannes de l'Engadine en 1525.
Après une période de déclin au XVIe siècle, des moines bavarois et souabes, fuyant la guerre de Trente Ans, rejoignirent Marienberg qui retrouva un certain essor. L'abbé Mathias Lang (1615-1640), venu de l'abbaye de Weingarten, la réforma et en fut le véritable second fondateur : il lui fit rejoindre la congrégation bénédictine de Souabe en 1634. Son successeur, Jakob Grafinger (1640-1653) agrandit la bibliothèque, redécora l'église romane en style baroque et rehaussa le niveau des études.
Un incendie endommagea à nouveau l'abbaye en 1656. L'abbé Johann Baptist Murr (1705-1732) fonda une école secondaire d'humanités en 1725 à Merano.
Marienberg fut dissoute en 1806 par le gouvernement du royaume de Bavière à la suite du recès d'Empire de 1803, inspiré par Napoléon Bonaparte. L'empereur François Ier d'Autriche la restaura pour la troisième fois en 1816.
Après la Première Guerre mondiale, la région, enlevée à l'Autriche, fit partie de l'Italie.
Le Gymnasium germanophone de Merano dut fermer en 1928, sous la pression du parti national fasciste et, en 1931, les Bénédictins quittèrent la congrégation bénédictine d'Autriche à laquelle ils appartenaient pour rejoindre la congrégation bénédictine de Suisse. Le Gymnasium rouvrit après la guerre, jusqu'en 1985.

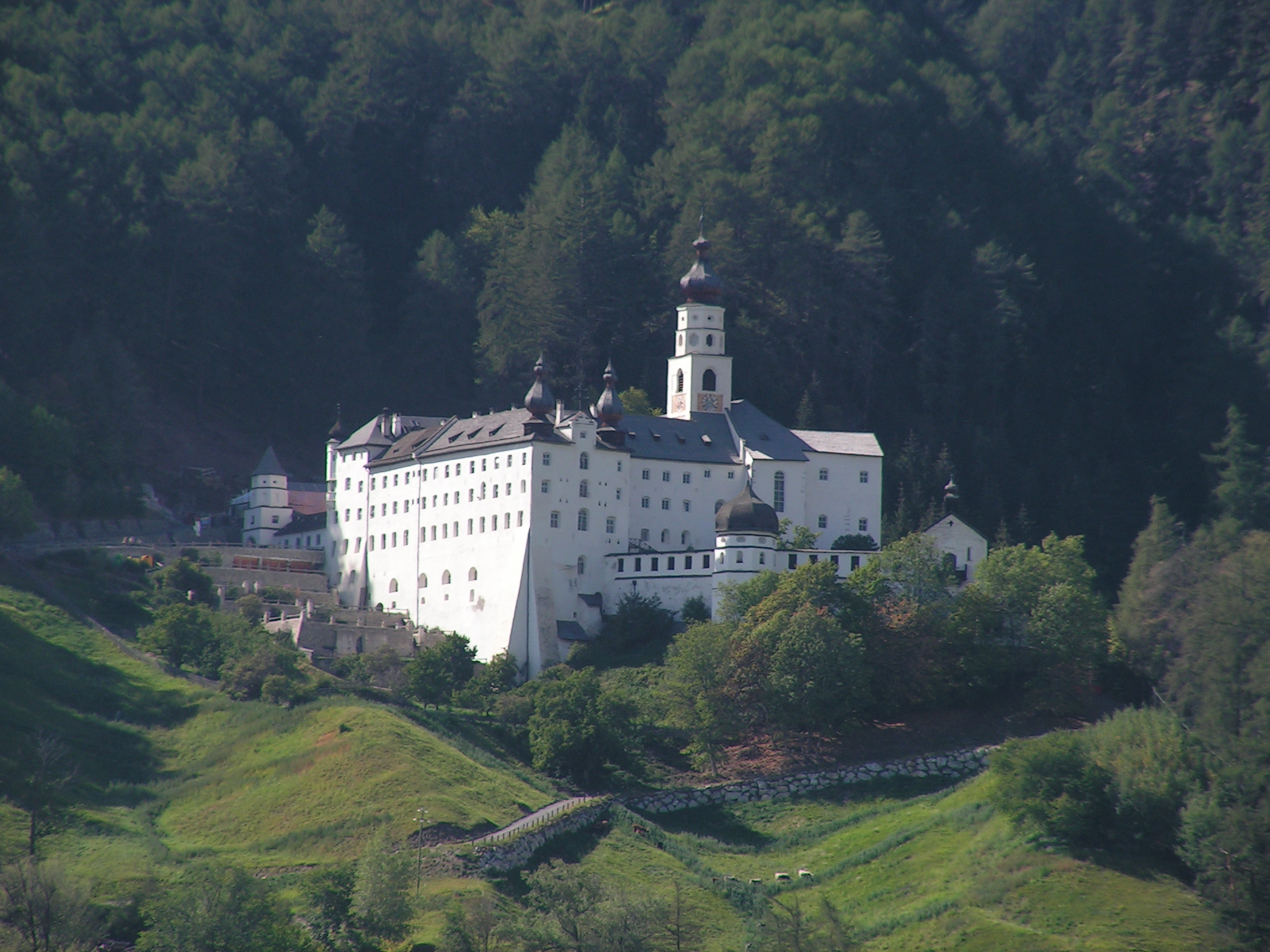
L'abbaye de Marienberg.
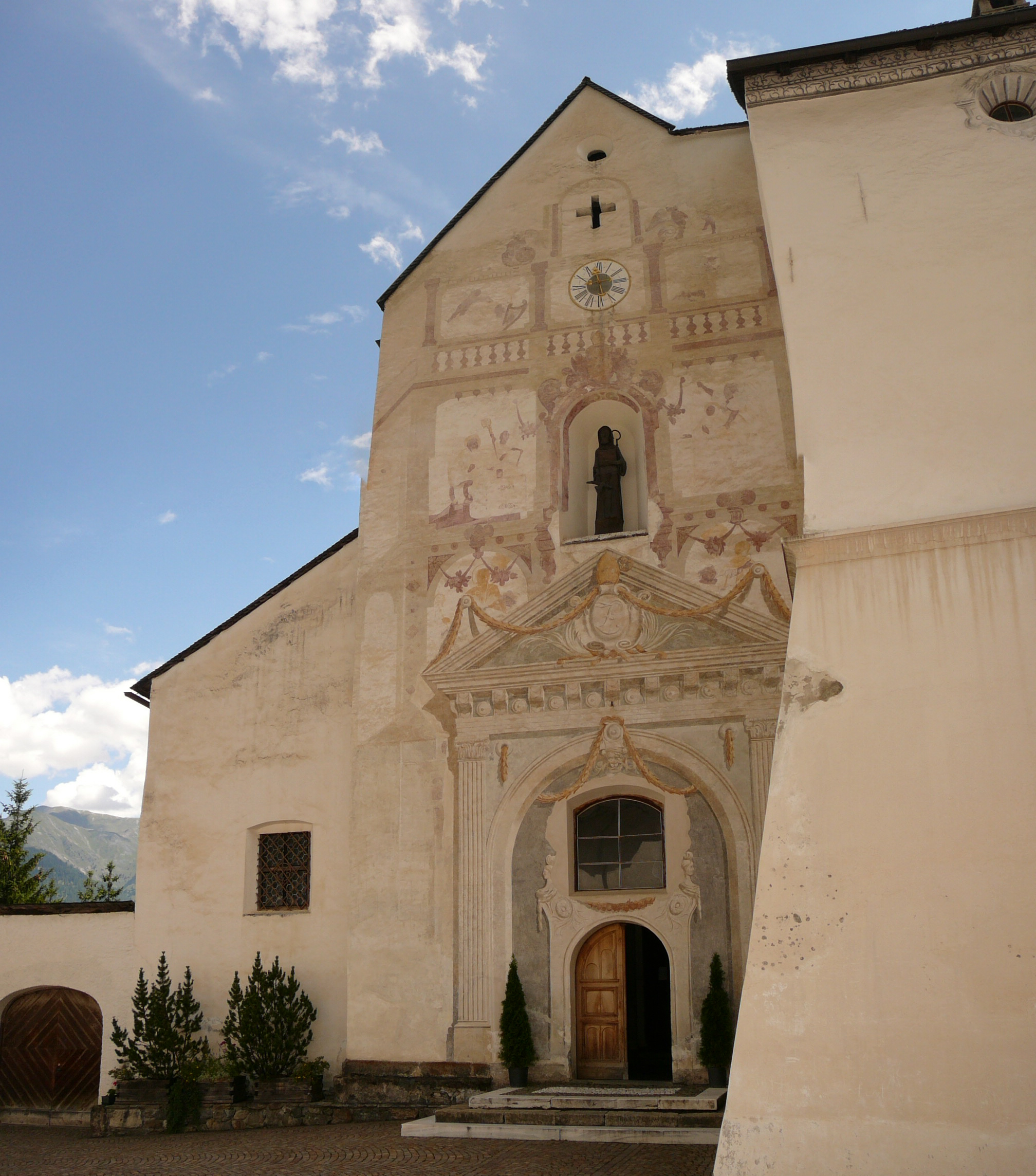
Entrée de l'église.